# سيلينا إم سالسيدو
سيلينا إم سالسيدو (بالإنجليزية: Selena M. Salcedo)‏ كانت مجندة في الجيش الأمريكي، أقرت بأنها مذنبة فيما يتعلق بالتهم الموجهة إليها بالتقصير في أداء المهام الموكلة إليها والاعتداء بخصوص إساءة التعامل مع سجين أفغاني، هو ديلاوار،  ثم توفي بعد ذلك.
كانت سالسيدو ضمن أفراد كتيبة الاستخبارات العسكرية 519، حيث كانت تعمل تحت إمرة الملازم كارولين وود.
وقد كانت تحمل رتبة رقيب في وقت الوفاة. وبعد إدانتها، تم تخفيض رتبتها إلى متخصص.
وقد وُجِّه إليها خطاب توبيخ، وتم خصم مبلغ 250 دولارًا أمريكيًا من راتبها لمدة 4 أشهر. ولم يتم الحكم على سالسيدو بالسجن مطلقًا.
وقد نشرت صحيفة ذا نيويورك تايمز مقالاً طويلًا حول إساءات التعامل التي وقعت في قاعدة باغرام، اعتمادًا على تقرير سري من 2000 صفحة حصلت الصحيفة على نسخة منه.
وقد أورد المقال التصريحات التي أدلت بها سالسيدو لصحيفة تايمز والتصريحات التي أدلت بها سالسيدو أو التي خرجت حولها من التقرير السري.
وقد قالت صحيفة ذا نيويورك تايمز إن القاضي في قضية سيلينا تأثر بادعاءاتها بعدم الخبرة ونقص التدريب.
وقد أورد المقال ما قاله محاميها العسكري، ماريو جيه دي روسي:
"لقد كانت تدرك أنها لا تمتلك التدريب أو الخبرات اللازمة للمحققين. ولكنها لم تقل في أي مرة "لا يمكنني القيام بذلك".
وقد ورد هذا في الفيلم الوثائقي الذي حاز على جائزة أوسكار لعام 2008 رحلة إلى الجانب المظلم (Taxi to the Dark Side)..